# Mesopristes iravi
Mesopristes iravi är en fiskart som beskrevs av Yoshino, Yoshigou och Hiroshi Senou 2002. Mesopristes iravi ingår i släktet Mesopristes och familjen Terapontidae. Inga underarter finns listade i Catalogue of Life.